# تيسير النجار
تيسير النجار (توفي 19 فبراير 2021)، هو صحفي أردني سُجن في دولة الإمارات تحت قانون الجرائم الإلكترونية بعد نشر تعليقات عبر موقع التواصل فيسبوك. قد كان موعد إفراجه في 13 كانون الأول 2018، مع غرامة قيمتها 500000 درهم (136000 دولار أمريكي). لكن مدتت الدولة فترة حبسه لعدم دفعه قيمة الغرامة. في شباط 2019، أفرجت الإمارات عن تيسير وأصدرت عفواً عن الغرامة.

## وفاته
توفي يوم الجمعة 19 فبراير 2021 في العاصمة الأردنية عمّان.